# Castelrotto
Castelrotto (en italiano) o Kastelruth (en alemán) es una localidad y comuna italiana de la provincia de Bolzano/Bozen, región de Trentino-Alto Adigio/Tirol del Sur, con 6.428 habitantes.

## Enlaces externos

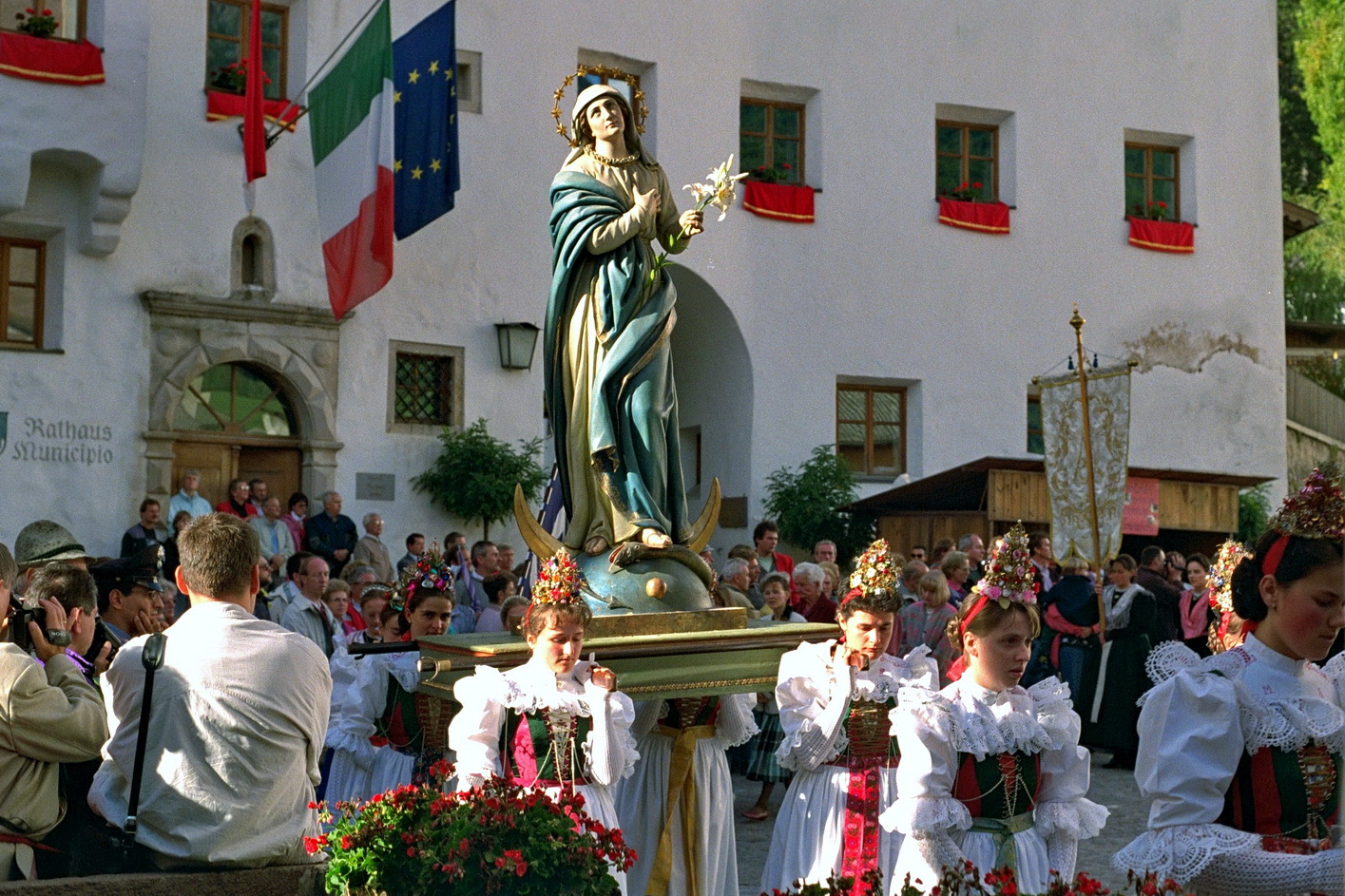
Acción de gracias

## Evolución demográfica
| Gráfica de evolución demográfica de Castelrotto entre 1861 y 2001 |
|                                                                   |
| Fuente ISTAT - elaboración gráfica de Wikipedia                   |